# روبن غونزاليس
روبن غونزاليس هو لاعب كرة مضرب فلبيني، ولد في 11 سبتمبر 1985 في تير هوت في الولايات المتحدة.

## وصلات خارجية
- روبن غونزاليس على موقع رابطة محترفي التنس (الإنجليزية)
- روبن غونزاليس على موقع الاتحاد الدولي لكرة المضرب (الإنجليزية)
- روبن غونزاليس على موقع كأس ديفيز (الإنجليزية)
- روبن غونزاليس على موقع خلاصة التنس.كوم (الإنجليزية)